# Landelijk Platform Slavernijverleden
Het Landelijk Platform Slavernijverleden (LPS) is de roepnaam van de stichting Nationaal Monument Nederlands Slavernijverleden opgericht in 1999. Het platform is ontstaan uit een initiatief van de Afro-Europese vrouwenbeweging Sophiedela en bestaat uit verschillende groeperingen. Het platform heeft als doel het ontwikkelen van het historisch bewustzijn met betrekking tot het Nederlands slavernijverleden door middel van onderzoek, beleidsbeïnvloeding, creëren van bewustwording en het organiseren en mobiliseren van de verschillende achterbannen.

## Geschiedenis
Sophiedela werd opgericht in 1986 en richt zich op vrouwen met Afrikaanse roots. De drijvende kracht achter de oprichting was Barryl Biekman. Op 3 juli 1998 bood Sophiedela een petitie aan waarin het Nederlands kabinet en parlement werd opgeroepen om er alles aan te doen dat betrekking heeft op de verwerking van het Nederlandse Slavernijdossier. In mei het jaar erop werd het Landelijk Platform Slavernijverleden opgericht met een formalisering van de stichting Nationaal Monument Nederlands Slavernijverleden in december van hetzelfde jaar.

## Samenwerkingsorgaan
Het LPS is een samenwerkingsorgaan van lidorganisaties geleid door een algemeen bestuur. Het Platform onderhoudt ook contacten met organisaties in Curaçao, Suriname en Afrika. 

## Onderwerpen
Onderwerpen waarmee het Landelijk Platform Slavernijverleden zich bezighoudt:
- Mensenrechten/antiracisme
- Implementatie 'International Decade for People of African Descent'[2]
- Nationaal monument slavernijverleden
- Slavernijmonument Suriname[3]
- Nationale 1 juli-herdenking
- Landelijk kennisinstituut slavernijverleden (NiNsee)
- Staatsexcuses voor het slavernijverleden[4]
- Uiterlijk zwarte piet[5]
- Herstelbetalingen[6]